# Dennis Westcott
Dennis Westcott (* 2. Juli 1917 in Wallasey; † 13. Juli 1960 in Stafford) war ein englischer Fußballspieler. Der Stürmer hat mit seinen 38 Treffern in der Saison 1946/47 bis zum heutigen Tage die meisten Meisterschaftstore für die Wolverhampton Wanderers innerhalb einer Spielzeit erzielt.

## Sportliche Laufbahn
Nach einem erfolglosen Probetraining beim FC Everton schloss sich Westcott, dessen Bruder Ronnie in der gleichen Saison 1935/36 kurzzeitig beim FC Arsenal gespielt hatte, im Dezember 1935 zunächst als Amateur in seiner Heimat an der Merseyside dem AFC New Brighton an, der damals als Drittligist noch einen recht prominenten Namen hatte. In nur 18 Ligaauftritten erzielte er bis Saisonende zehn Treffer und war damit bester Ligatorschütze seiner Mannschaft, bereits im Januar 1936 war er zum Profi aufgestiegen.
Im Juli 1936 wechselte Westcott für eine Ablöse von £300 zu den Wolverhampton Wanderers, wo er am 24. Februar 1937 im FA Cup gegen Grimsby Town seinen Einstand feierte und beim 6:2-Erfolg gleich sein erstes Tor schoss. In seiner ersten vollständigen Spielzeit 1937/38 entwickelte sich der schussstarke Angreifer zum Toptorjäger – sowohl mit 19 Treffern in den 26 Ligaspielen als auch in Bezug auf die insgesamt 22 Tore in allen Wettbewerben. Der endgültige Durchbruch gelang ihm in der anschließenden Saison 1938/39, als der neue Publikumsliebling in 43 Pflichtspielen 43 Tore schoss und damit einen Vereinsrekord aufstellte, den erst 50 Jahre später Steve Bull brach. In nur sieben der letzten 26 Partien blieb er dabei ohne eigenen Torerfolg und traf gegen den FC Brentford und Grimsby Town jeweils gleich drei Mal – seinen „Lieblingsgegner“ aus Grimsby schoss er beim 5:0 mit vier Toren zudem fast im Alleingang aus dem FA-Cup-Halbfinale. Trotz dieser sportlichen Höchstleistungen scheiterte er an der Seite von Sturmpartner Dicky Dorsett, der ebenfalls 26 Ligatreffer beisteuerte, 1938 mit der Vizemeisterschaft und der 1:4-Endspielniederlage im FA Cup gegen den FC Portsmouth knapp an einem Titelgewinn. Westcott war somit schon in jungen Jahren in die Fußstapfen von Billy Hartill getreten, dem zuvor legendären Sturmführer der „Wolves“ der späten 1920ern und frühen 1930ern. Der Ausbruch des Zweiten Weltkriegs und die damit verbundene fast siebenjährige Unterbrechung des offiziellen Spielbetriebs der Football League sorgte dafür, dass Westcott in der „Blüte seiner Zeit“ nur zu Einsätzen in den Kriegsligen kam. Dort deutete er mit 91 Toren in 76 Einsätzen – dazu zählten 1942 drei Tore zum 6:3-Finalerfolg nach Hin- und Rückspiel im Wartime League Cup gegen den AFC Sunderland – sein weiterhin vorhandenes Talent an, aber die sportliche Bedeutung dieser „Wartime Games“ waren häufig als gering einzustufen. Auch für eine englische Auswahl kam er zwischen 1940 und 1943 vier Mal zum Einsatz, die aber sämtlich nur inoffiziellen Charakter besaßen.
Dass Westcott nichts von seinen Torjägerqualitäten verlernt hatte, bewies er in der ersten Nachkriegssaison 1946/47. Er erzielte an der Seite seines neuen Sturmpartners Jesse Pye 38 Meisterschaftstore, die bis zum heutigen Tag den Vereinsrekord für die meisten Ligatreffer innerhalb einer Spielzeit darstellen. Dazu war er erster Torschützenkönig der First Division nach dem Zweiten Weltkrieg. Nach einem weiteren Jahr verließ der mittlerweile 31-jährige Stürmer nach erteilter Freigabe im April 1948 überraschend die „Wolves“ in Richtung der zweiten Liga, wo er zwei Jahre für die Blackburn Rovers auf Torejagd ging. Wie bereits im Fall der „Rovers“, schloss sich Westcott 1950 mit seinem nächsten Engagement bei Manchester City einem frischen Erstligaabsteiger an. Mit „City“ gelang ihm der direkte Wiederaufstieg und so absolvierte er in der Nachkriegssaison 1951/52 ein letztes Jahr in der höchsten englischen Spielklasse. In den beiden Manchester-Jahren war Westcott noch einmal jeweils bester Torschütze seiner Mannschaft, bevor er ab 1952 beim Drittligisten FC Chesterfield, für den er bei seinem Ligadebüt vierfach traf, und danach bis 1956 bei den niederklassigen Stafford Rangers seine Karriere ausklingen ließ.
Nur kurze Zeit nach seinem Rückzug aus dem aktiven Sport verstarb Westcott im Alter von nur 43 Jahren an Leukämie.

## Erfolge
- Torschützenkönig der englischen First Division: 1947